# Markus Schätzl
Markus Schätzl (* 15. September 1995) ist ein deutscher Eisstockschütze aus der Disziplin des Eisstockweitschießens.

## Laufbahn
Schätzl erlernte das Weitschießen bei seinem Heimatverein, dem SV Oberbergkirchen. Unter seinem Trainer Christian Englbrecht entwickelte sich Schätzl zum Jugendnationalspieler. Noch als U-23 Juniorenschütze konnte er 2016 Weltmeister im Eisstockweitschießen werden. Deutscher Meister wurde er erstmals 2018 in Oberbergkirchen und konnte seinen Titel 2019 in Unterneukirchen verteidigen. Dabei gelang ihm das Kunststück, die Weitschuss-Bahn dreimal in Folge auszuschießen.

## Stil
Schätzls Weitschuss-Stil ist geprägt von immenser Kraft, weniger von technischer Perfektion. Schussgeschwindigkeiten von 66 km/h sind keine Seltenheit.
| Personendaten    | Personendaten                             |
| ---------------- | ----------------------------------------- |
| NAME             | Schätzl, Markus                           |
| KURZBESCHREIBUNG | deutscher Eisstockschütze (Stockschießen) |
| GEBURTSDATUM     | 15. September 1995                        |